# Куммолово (платформа)
Куммолово — остановочный пункт (бывшая станция) Санкт-Петербург — Витебского региона Октябрьской железной дороги на линии Калище — Веймарн в Кингисеппском районе Ленинградской области (пассажирское сообщение по данной линии прекращено в 2009 году). Расположена в нежилом посёлке, исключённом из реестра населённых пунктов России. Находится в погранзоне.

## История
Потребность в станции на месте современной платформы Куммолово была связана непосредственно со строительством в начале XX века железнодорожной линии широкой колеи между Веймарном и Лебяжьим. Одним из мест добычи песка для сооружения насыпей был Копорьевский карьер, расположенный на расстоянии около 1,5 км к западу от линии будущей железной дороги. Для вывоза песка к месту строительства от карьера была проложена узкоколейная железная дорога c мостом через реку Систа. В месте примыкания узкоколейки к намеченной трассе будущей ширококолейной железной дороги была сооружена станция, получившая своё название по расположенному на расстоянии около 10 км к юго-востоку от неё посёлку Куммолово (ныне упразднён).
После ввода линии Лебяжье — Веймарн в эксплуатацию, карьер и ведущая к нему ветка перестали играть ведущую роль источника песка для железной дороги. Узкоколейная линия от станции Куммолово до Копорьевского песчаного карьера сохранилась до начала Великой Отечественной войны и затем была практически полностью разобрана. Утратив в связи с демонтажем путей до карьера роль грузовой станции, Куммолово было преобразовано в остановочный пункт.
С осени 2005 года пригородные пассажирские перевозки стали осуществляться рельсовым автобусом РА-1, пришедшим на смену составам с локомотивом ТЭП70.
До 30 мая 2009 года движение пригородных пассажирских поездов между Калище и Веймарном было регулярным. С введением с 31 мая 2009 года нового расписания, все пассажирские поезда на данной линии были отменены. Последний пригородный поезд из Калища в Веймарн проследовал 31 мая 2009 года собственным расписанием по специальному назначению Октябрьской железной дороги и имел номер 6835. От платформы Куммолово данный поезд отправился в 10 часов 22 минуты по московскому времени. Обратный рейс из Веймарна в Калище и далее до Ораниенбаума I был назначен на тот же день по зимнему расписанию 2008—2009 годов и имел номер 6836. С 1 июня 2009 года движение пассажирских поездов, в том числе пригородных, между Калище и Веймарном отсутствует.

## Объекты и достопримечательности
- С востока к бывшему селению Куммолово примыкает одноимённый аэродром малой авиации,
- В Куммолове находятся останки бывшей дворянской усадьбы Герсдорфов — Веймарнов.